# گربه مرمری
گربه مَرمَری (نام علمی: Pardofelis marmorata) نام یک گونه گربه کوچک وحشی از سرده پلنگ‌گربه‌ها است که در جنوب و جنوب شرق آسیا زندگی می‌کند. گربه مرمری از سال ۲۰۰۲ میلادی در فهرست گونه‌های آسیب‌پذیر اتحادیه بین‌المللی حفاظت از طبیعت قرار گرفته و برآورد می‌شود که تعداد گربه‌های مرمری بالغ باقی‌مانده کمتر از ۱۰ هزار قلاده باشد.

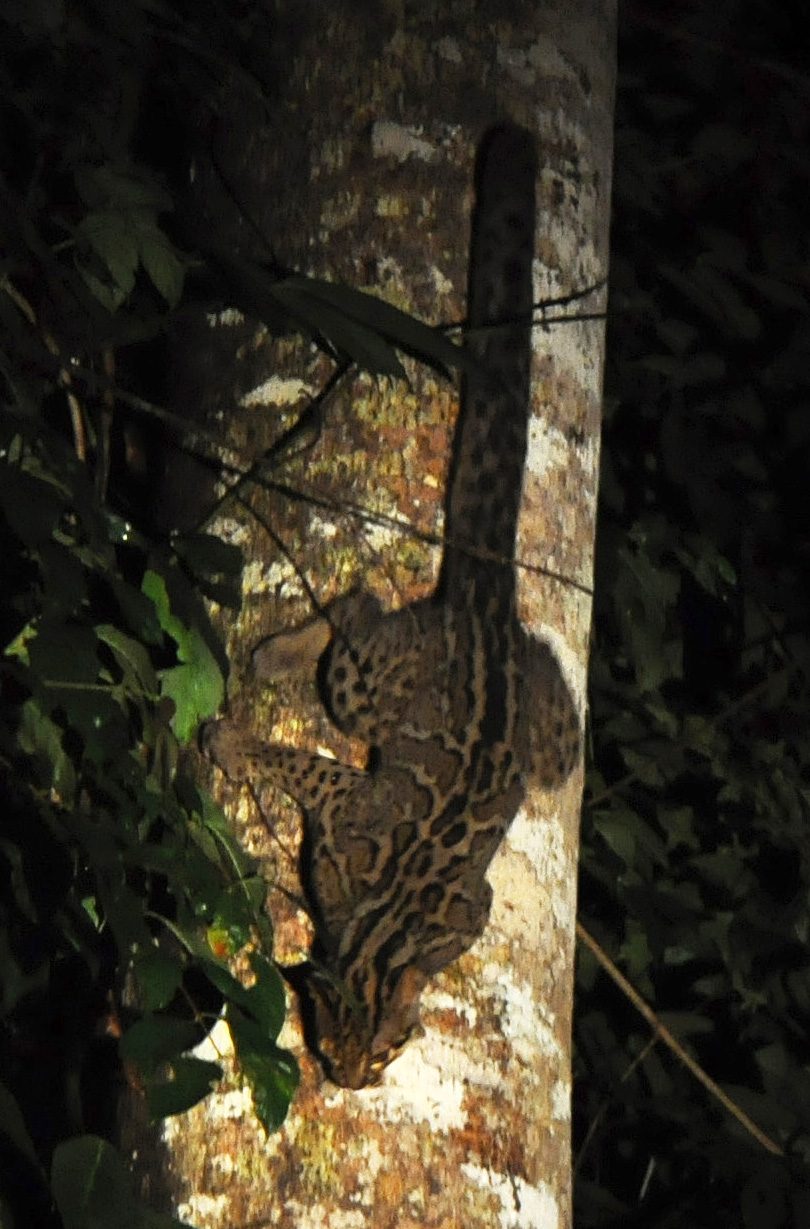
یک گربه مرمری در دره دانوم، بورنئو.

تحلیل‌های ژنتیکی نشان می‌دهد که گربه مرمری خویشاوندی نزدیکی با گربه طلایی آسیایی و گربه خلیجی دارد و این سه گونه در حدود ۹.۴ میلیون سال پیش از دیگر گونه‌های خانواده گربه‌ایان جدا شده‌اند.
گربه مرمری با گربه‌های معمولی هم‌اندازه است اما دم آن پشمی‌تر از دم گربه معمولی است زیرا از وزن دم خود برا ایجاد تعادل به هنگام درخت‌پیمایی استفاده می‌کند.